# نینگ بو سنتر
نینگ بو سنتر (به لاتین: Ningbo Center) یک آسمان‌خراش در چین است که در نانگبو واقع شده‌است.